# Cispius affinis
Cispius affinis är en spindelart som beskrevs av Roger de Lessert 1916. Cispius affinis ingår i släktet Cispius och familjen vårdnätsspindlar. Inga underarter finns listade i Catalogue of Life.